# NGC 6695
NGC 6695 is een balkspiraalstelsel in het sterrenbeeld Lier. Het hemelobject werd op 22 augustus 1884 ontdekt door de Franse astronoom Édouard Jean-Marie Stephan.

## Synoniemen
- UGC 11340
- MCG 7-38-18
- ZWG 228.23
- KARA 858
- IRAS 18410+4018
- PGC 62296